# Кевин Сорбо
Кевин Сорбо (на английски: Kevin Sorbo) (роден на 24 септември 1958 г.) е американски актьор.
Най-известен е с ролите си на Херкулес в едноименния сериал, Къл във филма „Къл завоевателя“ и Дилън Хънт в сериала „Андромеда“.
През 2001 година е номиниран за награда „Сатурн“ за ролята му в „Андромеда“.